# دن فوگلر
دن فوگلر (به انگلیسی: Dan Fogler؛ زادهٔ ۲۰ اکتبر ۱۹۷۶) بازیگر، کمدین و نویسنده‌ی آمریکایی است. او برای بازی در فیلم‌های توپ‌های خشم، موفق باشی چاک، جانوران شگفت‌انگیز و زیستگاه آن‌ها و جانوران شگفت‌انگیز: جنایات گریندل‌والد شناخته‌می‌شود. فوگلر به عنوان صداپیشه در فیلم‌های هورتون صدایی می‌شنود!، پاندای کونگ‌فوکار، مریخ به مامان‌ها نیاز دارد و پرندگان آزاد حضور داشته‌است. وی از سال ۲۰۱۸ به جمع بازیگران سریال مردگان متحرک اضافه شد.

## فیلم‌شناسی

### سینما
- مدرسه‌ای برای مزدوران (۲۰۰۶)
- توپ‌های خشم (۲۰۰۷)
- موفق باشی چاک (۲۰۰۷)
- هورتون صدایی می‌شنود (۲۰۰۸)
- پاندای کونگ‌فوکار (۲۰۰۸)
- به دست آوردن وودستاک (۲۰۰۹)
- عشق پیش می‌آید (۲۰۰۹)
- امشب منو ببر خونه (۲۰۱۱)
- مریخ به مامان‌ها نیاز دارد (۲۰۱۱)
- گزارش اروپا (۲۰۱۳)
- پرندگان آزاد (۲۰۱۳)
- دان پیوت (۲۰۱۴)
- غیرمرگبار (۲۰۱۵)
- دارایی‌های آوا (۲۰۱۵)
- جانوران شگفت‌انگیز و زیستگاه آن‌ها (۲۰۱۶)
- شرط‌بندی (۲۰۱۷)
- جانوران شگفت‌انگیز: جنایات گریندل‌والد (۲۰۱۸)
- ریبوت جی و باب ساکت (۲۰۲۰)
- بحث و جدل (۲۰۲۰)
- جانوران شگفت انگیز: اسرار دامبلدور (۲۰۲۲)
- ابرحیوانات لیگ دی‌سی (۲۰۲۲)
- یک ناشناخته کامل (۲۰۲۴)

### تلویزیون
- بابای آمریکایی! (۲۰۱۰–۲۰۰۹)
- تعطیلات پاندای کونگ‌فوکار (۲۰۱۰)
- مرغ ربات (۲۰۱۸–۲۰۱۱)
- آمریکایی‌های زشت (۲۰۱۲)
- هانیبال (۲۰۱۳)
- همسر خوب (۲۰۱۵)
- مردگان متحرک (۲۰۱۸–اکنون)
- اریک (۲۰۲۴)
- خاندان اژدها (۲۰۲۶)